# Erik Ekström
Erik Gustaf Joel Ekström, född 29 december 1874 i Fors församling, Södermanlands län, död 10 december 1957 i Stockholm, var en svensk militär (kapten) i kustartilleriet.

## Biografi
Ekström var son till fabrikör Johan Fredrik Ekström och Gustava Liedholm. Han avlade mogenhetsexamen 1894 och officersexamen vid Karlberg 1896. Ekström studerade vid Artilleri- och ingenjörhögskolans allmänna kurs 1900 och Gymnastiska centralinstitutet 1901. Han blev underlöjtnant vid Karlskrona artillerikår 1896, löjtnant vid kustartilleriet 1900 och kapten 1905. Ekström var positionsbefälhavare för Fårösunds kustposition och detachementsbefälhavare för Fårösunds kustartilleridetachement (KA 3) 1915 samt kommendant i Fårösunds fästning och chef Fårösunds kustartilleridetachement 1915-1919. Han överfördes till övergångsstat 1926. Ekström var därefter anställd i Ingenjörsfirman T. An. Tesch A-B i Stockholm 1928-1933 och var prokurist i firma City-Spedition från 1934.
Ekström gifte sig 1902 med Sigrid Matilda Hedström (död 1943). 1941 var han medlem av den nysvenska fascistiska organisationen Svensk Opposition.

## Utmärkelser
- Riddare av Svärdsorden (RSO)[1]